# Popowo (Ławica)
Popowo – część wsi Ławica w Polsce, położona w województwie wielkopolskim, w powiecie międzychodzkim, w gminie Sieraków.
W latach 1975–1998 Popowo administracyjnie należało do województwa poznańskiego.